# Full Frontal
Pour les articles homonymes, voir Full.
Pour plus de détails, voir Fiche technique et Distribution.
Full Frontal ou À découvert est une comédie dramatique expérimentale américaine réalisée par Steven Soderbergh et sortie en 2002. Le film a été entièrement tourné à la caméra numérique DV et principalement en caméra « à l'épaule ».

## Synopsis
Carl Bright est un journaliste du Los Angeles Magazine. Mais il cherche à tout prix à placer ses scénarios auprès des studios de cinéma. Il croit savoir pourquoi sa femme Lee, responsable des ressources humaines dans une grande entreprise, n'est pas heureuse. La sœur de Lee, Linda, est masseuse dans un hôtel et craint de ne jamais rencontrer le prince charmant. Calvin, vedette d'une célèbre série télévisée, fait ses débuts sur grand écran en jouant le personnage de Nicholas, partenaire d'une grande star, dans un film produit par Gus. Toutes ces personnes, y compris un comédien qui interprète Adolf Hitler dans une pièce de théâtre, vont tout faire pour se rendre dans un grand hôtel de Beverly Hills pour fêter le 40e anniversaire de Gus, le producteur. Mais cette soirée prendra une tournure inattendue.

## Fiche technique
Sauf indication contraire, les informations mentionnées dans cette section peuvent être confirmées par la base de données cinématographiques IMDb,  présente dans la section « Liens externes ».
- Titre original et français : Full Frontal
- Titre québécois : À découvert
- Réalisation : Steven Soderbergh
- Scénario : Coleman Hough
- Musique : Jacques Davidovici
- Photographie : Steven Soderbergh
- Casting : Debra Zane
- Montage : Sarah Flack
- Producteurs : Scott Kramer, Gregory Jacobs, Harvey Weinstein (délégué) et Bob Weinstein (délégué)
- Sociétés de production : Miramax, Monophonic Inc., Populist Pictures, Propaganda Films et Section Eight
- Distribution : Miramax (États-Unis), TFM Distribution (France)
- Budget : 2 millions de USD
- Pays de production :  États-Unis
- Genre : comédie dramatique expérimentale
- Format : 1.85 : 1 – DV (procédé cinématographique) – 35mm (format d'impression du film) – Couleur — Son DTS – Dolby Digital
- Langue originale : anglais
- Dates de sortie[1] :
  - États-Unis : 2 août 2002 (sortie limitée)
  - France : 2 octobre 2002

## Distribution
- Julia Roberts (VF : Céline Monsarrat) : Catherine / Francesca
- David Duchovny (VF : Georges Caudron) : Gus
- Nicky Katt (VF : Éric Herson-Macarel) : Hitler
- Catherine Keener (VF : Carole Franck) : Lee
- Mary McCormack (VF : Anneliese Fromont) : Linda
- Blair Underwood (VF : Jean-Paul Pitolin) : Nicholas / Calvin
- Justina Machado : Mavis
- Rainn Wilson : Brian
- Jerry Weintraub (VF : Daniel Soulier) : Jerry
- Brandon Keener (VF : Georges Clayssen) : l'assistant de Francesca
- David Hyde Pierce (VF : Frédéric Darie) : Carl
- Erika Alexander (VF : Mbembo) : Lucy
- Enrico Colantoni (VF : Philippe Vincent) : Arty / Ed
- Terence Stamp : lui-même (caméo non crédité)
- Steven Soderbergh : lui-même (non crédité)
- Brad Pitt (VF : Jean-Pierre Michaël) : lui-même (non crédité)
- David Fincher (VF : Laurent Lederer) : lui-même (non crédité)

## Production

### Genèse et scénario
En partie inspiré par le Dogme95, Steven Soderbergh écrit les « 10 commandements » du film à l'attention des acteurs qui joueront dans le film et l'intègre au début du scénario :
1. Tous les lieux de tournage seront situés en extérieur ou dans des endroits « réels ».
2. Vous vous rendrez par vos propres moyens sur les lieux de tournage. Si vous êtes dans l'incapacité de venir par vous-même, un chauffeur viendra vous prendre, mais vous passerez vraiment pour quelqu'un de ridicule. De plus, vous devrez venir non-accompagné sur le tournage.
3. Il n'y a pas de cantine ou de service de restauration. Vous devrez donc arriver sur le plateau rassasié, et avec vos repas. Les plats varieront en qualité.
4. Vous apporterez et soignerez vous-mêmes vos costumes et tenues.
5. Vous créerez et effectuerez vous-mêmes vos coiffures et maquillages.
6. Il n'y aura pas de caravanes. Le studio essaiera de mettre à votre disposition une aire de repos près des lieux de tournage, mais ne comptez pas là-dessus. Si vous avez besoin d'être seul, vous êtes plutôt "mal barrés".
7. L'improvisation sera encouragée.
8. Vous serez interviewé à propos de votre personnage. Ce document pourra être inclus dans le film.
9. Vous serez interviewé à propos des autres personnages. Ce document pourra être inclus dans le film.
10. Vous vous amuserez, que vous le vouliez ou non.

Si l'une de ces règles vous pose un problème, arrêtez de lire dès maintenant et renvoyez ce scénario d'où il vient.
À l'origine, le film devait s'intituler How to survive a hotel room fire (« Comment survivre dans une chambre d'hôtel en feu »), mais ce titre a été abandonné après les attentats du 11 septembre 2001. Steven Soderbergh opte ensuite pour The Art Of Negociating A Turn (« L'art de négocier un virage »). Mais le producteur Harvey Weinstein le qualifie tout de suite de « pire titre qu'il ait entendu de son existence ». Finalement, Steven Soderbergh choisit Full Frontal qui, selon lui est « un titre ne se référant pas nécessairement à la nudité. Il pourrait signifier “lobotomie”. (...) un titre connotant une certaine proximité, comme essayer de déshabiller les choses, de les mettre à nu, à vif ».

### Attribution des rôles
Comme souvent, Steven Soderbergh fait appel à des acteurs qu'il a déjà dirigé auparavant. Terence Stamp a ainsi joué dans L'Anglais (1999), Julia Roberts dans Erin Brockovich, seule contre tous (2000) et Ocean's Eleven (2001) ou encore Catherine Keener dans Hors d'atteinte (1998)..

### Tournage
Si le film est tourné en numérique (avec des caméras semi-professionnelles Canon XL-1s), les films que l'on voit dans le film ont été tournés de manière “traditionnelle” sur pellicule.
Le tournage ne dure que 18 jours. Steven Soderbergh tenait à jour un site Internet comportant un journal de bord, des coulisses du tournage et des photos prises dans la journée.
Le tournage a lieu en novembre 2001.

## Sortie et accueil

### Avant-première et sortie en salles
Le film devait initialement sortir le 8 mars 2002, mais Miramax décida de le repousser au 2 août et ainsi sortir le film 13 ans jour pour jour après la sortie du premier film de Steven Soderbergh, Sexe, Mensonges et Vidéo, déjà distribué par Miramax.
Le film est présenté en avant-première et hors compétition au festival du cinéma américain de Deauville et hors compétition à la Mostra de Venise 2002.

### Accueil critique
Dans les pays anglophones, Full Frontal reçoit des critiques mitigées, récoltant 38 % d'avis favorables sur le site Rotten Tomatoes, basé sur 142 commentaires collectés et une note moyenne de 5,2⁄10 et un score moyen de 45⁄100 sur le site Metacritic, basé sur 37 commentaires collectés.
Dans le Chicago Sun-Times, Roger Ebert décrit Full Frontal comme « un film si amateur que seul le professionnalisme de certains acteurs le rend regardable ». Richard Roeper, du même journal, écrit quant à lui que c'est comme regarder les bonus d'un DVD mais sans le film original avant. Dans USA Today, le film obtient une note de 3 sur 4 et est plébisicté pour son « humour et ses acteurs talentueux ».
En France, le film obtient également des critiques partagées. Il décroche une note moyenne de 2,9⁄5 sur le site AlloCiné, qui recense 22 titres de presse. Brigitte Baudin du Figaroscope apprécie plutôt le film qu'elle décrit comme « une amusante galerie de portraits made in Hollywood, malgré une intrigue un peu décousue sur Hollywood ». Dans Le Monde, Florence Colombani écrit notamment « Rigoureusement construit et merveilleusement interprété, Full Frontal est sans doute son All about Eve. L'on attend maintenant le film où s'épanouira le mélange de lyrisme, d'amertume et d'ironie qui rend l'unique scène où apparaît Gus, le personnage de David Duchovny, si frappante... Une Comtesse aux pieds nus, somme toute ». Michaël Melinard de L'Humanité écrit quant à lui « Full Frontal confirme surtout l'originalité de Soderbegh, son envie d'explorer d'autres formes de cinéma à l'heure où les craintes de voir le septième art totalement s'uniformiser refont surface, il est rafraîchissant et vivifiant qu'un tel cinéaste ose encore s'éloigner des sentiers balisés. Rien que pour cela, Full Frontal vaut le détour. »
Du côté des avis négatifs dans la presse française, la critique de Télérama contient notamment « D'insipides tranches de vie hollywoodiennes. Coup de fatigue pour Soderbergh ? C'est formellement indigent, souvent verbeux et étayé d'une ironie insupportable en guise d'alibi. Une caricature de ciné indé qui réveillerait pour un peu une faim de blockbuster ». Olivier Bonnard de L'Obs écrit notamment « Muni d'une caméra traditionnelle et d'une DV, une version personnalisée par ses soins du Dogme de Lars von Trier sous le bras, Soderbergh a jeté ses acteurs dans le grand bain d'un scénario confus qui pousse si loin la mise en abyme (il y a un film dans le film dans le film!) qu'on finit par décrocher. » Mathieu Carratier du magazine Première ironise quant à lui que le film « est aussi stimulant qu'un reportage people ».

### Box-office
Full Frontal n'a pas rencontré un véritable succès commercial, puisqu'il totalise 3 438 804 $ au box-office mondial, dont 2 512 846 $ au box-office américain. En France, le film totalise 55 300 entrées .